# Trichopilia laxa
Trichopilia laxa là một loài lan được tìm thấy ở miền tây Nam Mỹ đến Venezuela.